# Magdalena Barreiro
Magdalena Barreiro es una política ecuatoriana, exministra de Economía y profesora de finanzas ecuatoriana. 
En 1974 terminó el bachillerato en el colegio Spellman. Barreiro se graduó de licenciada en Administración de Empresas en la Escuela Politécnica del Ejército, así como Máster en Ciencias por la MIT Sloan School of Management y obtuvo su PhD en Ciencias Administrativas en el Instituto Tecnológico de Illinois (Illinois Institute of Technology) - Stuart School of Business. 

Dr. Barreiro fue Coordinadora del Sector Financiero en el Banco Central de Ecuador de 1992 a 1994. Estuvo a cargo de la supervisión del Proyecto del Sector Financiero con el BID que incluyó el sector financiero y ley de los mercados de capitales, reforma del seguro social, y la modernización de otras instituciones financieras gubernamentales. 
De 1997 a 1998, Dr. Barreiro fue consejera económica y financiera para el Consejo Nacional para la Modernización del Estado y Privatización (CONAM). En este cargo, dirigió las valoraciones de la compañía en la privatización de las telecomunicaciones nacionales y sector eléctrico. 
Nombrada por Alfredo Palacio fue Ministra de Economía y Finanzas del 8 de agosto al 28 de diciembre de 2005. Estuvo a cargo de las políticas fiscales y económicas, vigiló las finanzas fiscales del país. Barreiro se acredita por devolver al Estado, los mercados de capitales internacionales y restableciendo las relaciones con sus acreedores. 
Actualmente es profesora de Finanzas en la Universidad San Francisco de Quito y trabaja como consultora independiente en el desarrollo económico y político de Ecuador para la Fuente Global, una red de consejeros independientes en Nueva York. La Doctora Barreiro es también profesora del área de Finanzas en la Universidad Johns Hopkins y es profesora en línea del área de Finanzas de la Norwich University en Estados Unidos
| Predecesor: Rafael Correa | Ministerio de Finanzas de Ecuador 8 de agosto de 2005 - 28 de diciembre de 2005 | Sucesor: Diego Borja |